# Grantham
Grantham (engelskt uttal: [ˈɡrænθəm]) är en stad och civil parish i grevskapet Lincolnshire i England. Staden är huvudort i distriktet South Kesteven och ligger vid floden Witham, cirka 36 kilometer söder om Lincoln samt cirka 34 kilometer öster om Nottingham. Tätortsdelen (built-up area sub division) Grantham hade 44 898 invånare vid folkräkningen år 2021. Unparished area hade 39 588 invånare år 2021.
Isaac Newton gick i skolan i Grantham, och Margaret Thatcher föddes och växte upp i staden. Storbritanniens första kvinnliga poliser, Mary Allen och E.F. Harburn, inledde sin tjänst i Grantham den 27 november 1914.
Grantham var en civil parish fram till 1974 och en unparished area från 1974 till 2024. Civil parishen inrättades den 1 april 2024.
Staden nämndes i Domedagsboken (Domesday Book) år 1086, och kallades då Graham/Gran(d)ham/Gran(t)ham.